# Ana María Báez
Ana María Báez (* 1941 in Buenos Aires), zuweilen auch als Ana M. Báez oder A. M. Baez zitiert, ist eine argentinische Wirbeltier-Paläontologin. Sie gilt als eine der weltweit führenden Expertinnen für fossile Froschlurche der Südhalbkugel.

## Leben
Báez ist die Tochter eines Arztes. Nach dem Abitur und einem Lehramtsstudium schrieb sie sich zunächst an der medizinischen Fakultät der Universidad de Buenos Aires ein. Im Aufnahmekurs belegte sie Biologie, und von da an entwickelte sie ein Interesse an der Evolution. 1968 erwarb sie die Licenciatura in Zoologie im Fachbereich Biowissenschaften an der Facultad de Ciencias Exactas y Naturales de la Universidad de Buenos Aires (FCEyN-UBA). Zu ihren Lehrern zählten Inés Vignes, Sixto Coscarón, Avelino Barrio und José María Gallardo, zur Paläontologie kam sie jedoch durch ein Einfluss von Osvaldo Reig. Während ihres Doktoratsstudiums erhielt sie ein externes Stipendium von der Universidad de Buenos Aires, mit dem sie unter der Leitung des Paläontologen Richard Estes an der Abteilung für Biologie der Boston University arbeitete. Damit war sie die erste argentinische Paläoherpetologin die während ihres Studiums einen längeren Auslandsaufenthalt absolvierte. Zusammen mit Zulma Brandoni de Gasparini war sie eine der ersten Wissenschaftlerinnen, die gemeinsam mit Rosendo Pascual paläontologische Feldarbeit durchführten. 1975 wurde sie mit der Los pipidos de la formación Las Curtiembres (Cretácico Superior), Provincia de Salta, República Argentina: Evolución de la familia Pipidae en relación a la historia paleográfica (Amphibia, Anura) unter der Leitung von Pascual an der Universidad de Buenos Aires in den Biowissenschaften zum Doktor promoviert. Báez initiierte ein Forschungsfeld in Argentinien, das sich dem Studium fossiler Amphibien widmete, und gründete das Labor für Wirbeltierpaläontologie in der Abteilung für Geowissenschaften des Museo Argentino de Ciencias Naturales Bernardino Rivadavia in Buenos Aires.
Báez war sowohl an der Universidad Nacional de La Plata als auch an der Universidad de Buenos Aires sehr aktiv. Von 1969 bis 2007 lehrte sie im Fachbereich Geowissenschaften an der Universidad de Buenos Aires. Von 1978 bis 2017 wurde sie als Forscherin von der staatlichen Forschungsförderungsorganisation CONICET gefördert. In den 1980er Jahren war sie wissenschaftliche Mitarbeiterin an der Rice University in Houston, Texas sowie in den 1990er Jahren am University of Kansas Natural History Museum. Sie hat im Auftrag der CONICET acht Forscher, neun Licenciaturas und elf Doktorarbeiten, darunter die von Claudia Alicia Marsicano (Temnospondyli), Julia Brenda Desojo (Aetosauria), Laura Nicoli (Froschlurche), Paula Muzzopapa (Froschlurche) und Celeste Pérez Ben (Amphibien), betreut, die inzwischen selbst in der argentinischen paläontologischen Forschung tätig sind.
Báez war wissenschaftliche Mitarbeiterin an mehreren US-Institutionen. Von 2007 bis 2009 war sie Mitglied des Exekutivausschusses der Society of Vertebrate Paleontology, von 1988 bis 1989 Vizepräsidentin und von 1998 bis 2001 war sie im Vorstand der Asociación Paleontológica Argentina (A.P.A.) Von 1989 bis 1991 sowie von 1996 bis 1997 war sie Redaktionsleiterin der Fachzeitschrift Ameghiniana. Für den CONICET war sie in der Ad-hoc-Kommission für Berichte und Förderungen und in der Beratenden Kommission tätig. An der Facultad de Ciencias Exactas y Naturales der UBA war sie Mitglied des Unterausschusses für Doktoranden und der Stipendienkommission des Fachbereichs Geowissenschaften und Gutachterin für Forschungsprojekte der Agencia Nacional para la Promoción Científica (Nationale Agentur für Wissenschaftsförderung). Zudem war sie Mitglied des International Herpetological Committee (IHC) sowie in der Jury des Richard Estes Awards. Im Jahr 2003 wurde sie mit dem Paleontological Merit Award ausgezeichnet.
Báez hat zahlreiche bedeutende Vorträge gehalten, darunter Evolution of anuran amphibians: the impact of Jurassic and Cretaceous palaeogeography (2019 an der Universidade Federal do Rio de Janeiro), Bones, Frogs, and Illustrations (an der University of Kansas, 2015), in dem sie das Werk von Linda Trueb würdigt, und zahlreiche Präsentationen bei wissenschaftlichen Tagungen in Bristol, Pittsburgh, Las Vegas, Raleigh, Berlin, Dallas, Haarlem, Lissabon und Brüssel. Zu ihren Veröffentlichungen gehören Arbeiten über fossile Froschlurche aus Israel (Journal of Vertebrate Paleontology, 2006), aus der Serra del Montsec in Spanien (Acta Palaeontologica Polonica, 2006), aus Neuquén (Cretaceous Research, 2006), aus der Provinz Chubut (Journal of Paleontology, 2008), aus Buenache de la Sierra in Spanien (Cretaceous Research, 2008), aus dem Pleistozän der argentinischen Pampa (Journal of Vertebrate Paleontology, 2008 und 2012), aus Brasilien (Cretaceous Research, 2009), aus dem Miozän von Patagonien (Ameghiniana, 2009), aus dem Eozän von Patagonien (Journal of Vertebrate Paleontology, 2011), aus der Kreidezeit von Marília, Brasilien (Gondwana Research, 2012), aus Las Hoyas, Spanien (Cretaceous Research, 2013 und 2016), aus der Green-River-Formation, Wyoming (Annals of the Carnegie Museum, 2013), aus dem Pliozän von Argentinien (Journal of Vertebrate Paleontology, 2013) und aus dem Pliozän von Südamerika (Journal of Vertebrate Paleontology, 2019). Zudem hat sie die postkraniale Osteologie der rezenten Behelmten Wasserkröte (Calyptocephalella gayi) (Journal of Morphology, 2017), die Probleme der Homoplasie (Journal of Systematic Palaeontology, 2017), den Kleinwuchs bei Amphibien (Paleobiology, 2018) sowie fossile Schlangen untersucht.
Báez war mit dem Geologen Miguel A. Uliana (1944–1997) verheiratet, mit dem sie eine Tochter hat.

## Erstbeschreibungen von Ana María Báez
- Baurubatrachus Báez & Perí, 1989
- Estesiella Báez, 1995
- Pachybatrachus Báez & Rage, 1998
- Avitabatrachus Báez, Trueb & Calvo, 2000
- Xenopus arabiensis Henrici & Báez, 2001
- Llankibatrachus Báez & Pugener, 2003
- Pachycentrata Báez & Rage, 2004
- Singidella Báez & Harrison, 2005
- Australophis Gómez, Báez & Rougier, 2008
- Notobatrachus reigi Báez & Nicoli, 2008
- Cratia Báez, Moura & Gómez, 2009
- Eurycephalella Báez, Moura & Gómez, 2009
- Uberabatrachus Báez, Gómez, Ribeiro, Martinelli, Teixeira & Ferraz, 2012
- Aerugoamnis Henrici, Báez & Grande, 2013
- Iberobatrachus Báez, 2013
- Gracilibatrachus Báez, 2013
- Waldmanichthys Sferco, López-Arbarello & Báez, 2015